# Callichroma atroviride
Callichroma atroviride är en skalbaggsart som beskrevs av Schmidt 1924. Callichroma atroviride ingår i släktet Callichroma och familjen långhorningar. Inga underarter finns listade.